# Иван Нацолов
Иван Нацолов Александров, известен като Иван Нацолов, е български военен офицер, генерал-майор.

## Биография
Роден е в село Сталийска махала, община Лом на 28 юни 1940 г.
От 1987 до 1991 г. е началник на Политическия отдел на Разузнавателното управление на Генералния щаб на БНА. На 10 декември 1999 г. е освободен от длъжността началник на звено „Европейска и евроатлантическа интеграция и регионална сигурност“ в поделение 46380 и от кадрова военна служба.
Умира на 26 февруари 2010 г.